# Major-labels
Cotele pe piața muzicală, conform IFPI (2005)
     EMI (13,4%)
     WMG (11,3%)
     Sony BMG (21,5%)
     UMG (25,5%)
     Independent (28,4%)
     no (−0,1%)
Pe piața muzicală mondială domină patru mari case de discuri, denumite colocvial major-labels. Aceste 4 mari companii gestionează în jur de 70 % din piața muzicală mondială și în jur de 85% din piața muzicală din SUA, astfel făcând din piața muzicală una de tip oligopol.
- Casă de discuri independentă — 28,4 %
- Universal Music Group (Franța/SUA) — 25,5 %
- Sony Music Entertainment (Japonia/SUA) — 21,5 %
- EMI Group (UK) — 13,4 %
- Warner Music Group (SUA) — 11,3 %

conform IFPI pe anul 2005.
Volumul total al pieței este estimat la 30-40 miliarde de dolari în anul 2004 (conform RIAA - 40 de miliarde și IFPI - 32 de miliarde). Totalul vânzărilor anuale ale unitaților de producție (CD-uri, MP3-uri, videoclipuri) au constituit 3 miliarde de bucăți.
În anul 1918 vânzările înregistrărilor pe vinil la nivel mondial erau estimate la 100 milioane de unități.